# Eunoumeana
Eunoumeana là một chi bướm đêm thuộc họ Geometridae.

## Các loài
- Eunoumeana attracta
- Eunoumeana caprimulgata
- Eunoumeana dejectaria
- Eunoumeana erebinata
- Eunoumeana exprompta
- Eunoumeana fletcheri
- Eunoumeana lignosata
- Eunoumeana maoriata
- Eunoumeana pannularia
- Eunoumeana patularia
- Eunoumeana sulpitiata